# Too Late to Say Goodbye
Too Late to Say Goodbye is een Amerikaans, Canadees op feiten gebaseerd televisiedrama uit 2009 van Norma Bailey. De hoofdrollen zijn voor Stefanie von Pfetten, Rob Lowe en Lauren Holly.

## Verhaal
Atlanta, Jenn en Bart Corbin lijken het perfecte huwelijk te hebben tot op het moment dat Jenn ontdekt dat Bart een affaire heeft met een knappe collega Dara. Zelf leert ze een zekere Chris kennen op het internet waar ze haar verhalen over de affaire en mishandelingen van haar man aan kwijt kan, verhalen die haar zus niet gelooft. Enkele dagen later wordt Jenn dood teruggevonden, de eerste vaststellingen wijzen op zelfmoord. Maar haar zus Heather Tierney moet nu toegeven dat ze haar zus toch moest geloven en verdenkt Bart van moord.

## Rolverdeling
| Acteur               | Personage       | Opmerkingen         |
| -------------------- | --------------- | ------------------- |
| Stefanie von Pfetten | Jenn Corbin     |                     |
| Rob Lowe             | Bart Corbin     |                     |
| Lauren Holly         | Heather Tierney | Zus Jenn            |
| Michelle Hurd        | Ann Roche       | Agente              |
| Yannick Bisson       | Bobby Corbin    | Broer Bart          |
| Katie Griffin        | Dara            | Collega Bart        |
| Mary Ashton          | Dolly Hearn     | Studievriendin Bart |